# Rio Santa Rosa (Paraná)
O rio Santa Rosa é um curso de água que banha o município de Tibagi, no estado do Paraná. Pertence à bacia do rio Tibagi. O rio é bastante conhecido na região devido a queda d'água Salto Santa Rosa.